# RStudio
RStudio é um software livre de ambiente de desenvolvimento integrado para R, uma linguagem de programação para gráficos e cálculos estatísticos.
O RStudio está disponível em duas edições: RStudio Desktop, que roda localmente como um aplicativo desktop padrão; e RStudio Server, que permite acessar o RStudio usando um navegador web enquanto ele roda em um servidor GNU/Linux remoto. Pacotes de instalação do RStudio Desktop estão disponíveis para Microsoft Windows, Mac OS X, e GNU/Linux.
O RStudio é escrito na linguagem de programação C++ e usa o framework Qt para sua interface gráfica de usuário.
Inicialmente focado apenas na linguagem R, com o tempo o programa desenvolveu suporte para Python e VS Code. Para acompanhar essa mudança, em 2022 anunciou-se a mudança do nome para Posit. O nome vem do verbo em inglês posit, no sentido de propor uma ideia.